# 高元崑
高元崑，江苏江都县人，清朝政治人物。同进士出身。
康熙五十七年（1718年）戊戌科進士。雍正九年接替苏本洁任福州府知府一职，雍正十年由张良弼接任。